# Валасте

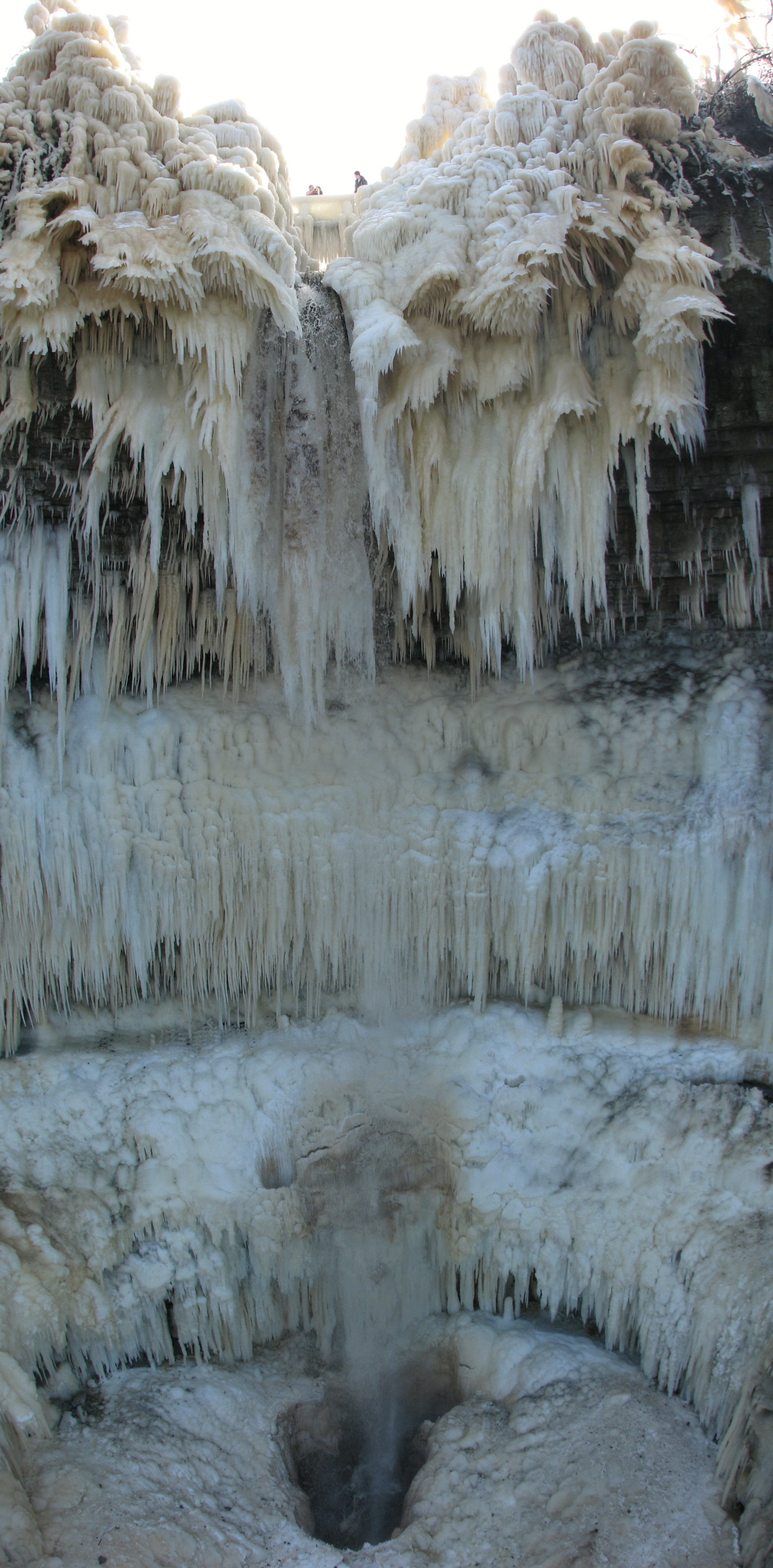
Водопад зимой

Ва́ласте (эст. Valaste juga) — самый высокий водопад в Эстонии (высота — 30,5 метров) и странах Прибалтики. В 1996 году комиссией академии наук объявлен природным наследием и национальным символом Эстонии.
Расположен в уезде Ида-Вирумаа недалеко от города Кохтла-Ярве. Водопад был создан искусственной протокой, организованной для отвода излишков воды с полей. Вода падает с глинта, состоящего из песчаника и древних силурийских известняков. В холодные зимы водопад замерзает.
Валасте является одним из наиболее популярных и посещаемых туристами водопадов Эстонии. Для них построена смотровая платформа и оборудован спуск до пляжа